# Allégorie d'Hispania

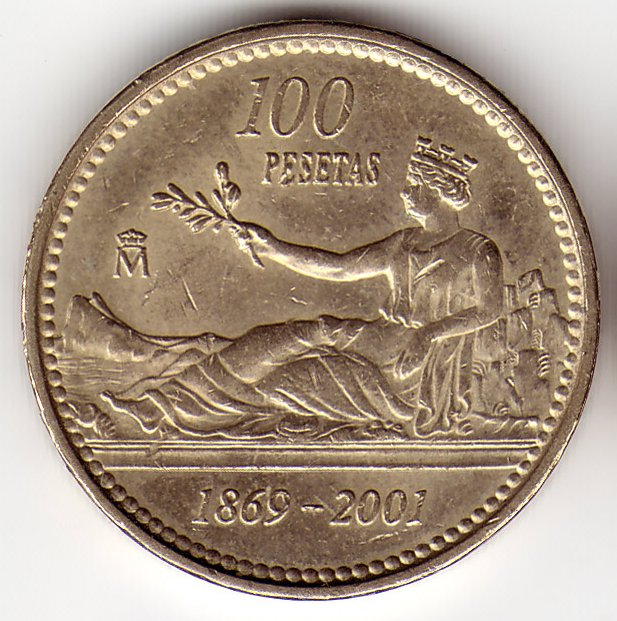
Une monnaie de 100 pesetas à l'effigie d'Hispania, couchée entre les Pyrénées et Gibraltar.

L'allégorie d'Hispania, ou personnification d'Hispania est la figure allégorique nationale de l'Espagne.

## Histoire
Les premières représentations sont apparues sur des pièces de monnaie sur lesquelles un chevalier portait une lance et la légende « HISPANORVM ». Ces monnaies datent de la première moitié du IIe siècle av. J.-C. et ont été forgées à Morgantina (Sicile). Ces pièces étaient utilisées par les mercenaires hispaniques que recevait le gouvernement de cette ville sur l'ordre du Sénat romain pendant la deuxième guerre punique.
La première représentation d'Hispania apparaît pendant la République romaine sous forme de tête de femme avec la légende « HISPAN » ; ces monnaies étaient forgées à Rome par la famille romaine Postumia (81 av. J.-C.). Depuis, différentes pièces de monnaie ont émergé avec des représentations allégoriques d'Hispania de différentes caractéristiques pendant toute l'ère romaine. Comme d'autres monnaies qui ont des allégories provinciales, elle tombe en désuétude face à la prééminence des symboles de Rome et de Costantinople.
Elle reparaît cependant avec la peseta, qui se base elle-même sur l'allégorie utilisée pendant le règne d'Hadrien.
Par la suite, l'allégorie de l'Espagne se matérialise dans des monuments, statues et reliefs.

## Dans les arts
Francisco de Goya utilise cette allégorie dans la conclusion des Désastres de la guerre : elle est représentée sous les traits d'une femme portant une couronne de fleurs, ou la Vérité, qu'il rapproche de la constitution espagnole de 1812 — que le roi Ferdinand VII a rejetée en 1814 ; dans l'estampe no 82, Esto es lo verdadero (« Voici la vraie manière », dernière estampe de la série), elle est à nouveau alimentée par un sein et représente apparemment la paix et l'abondance. Auparavant, il l'avait déjà représentée dans le tableau La Verdad, el Tiempo y la Historia, qui est également parfois appelé España, el Tiempo y la Historia.

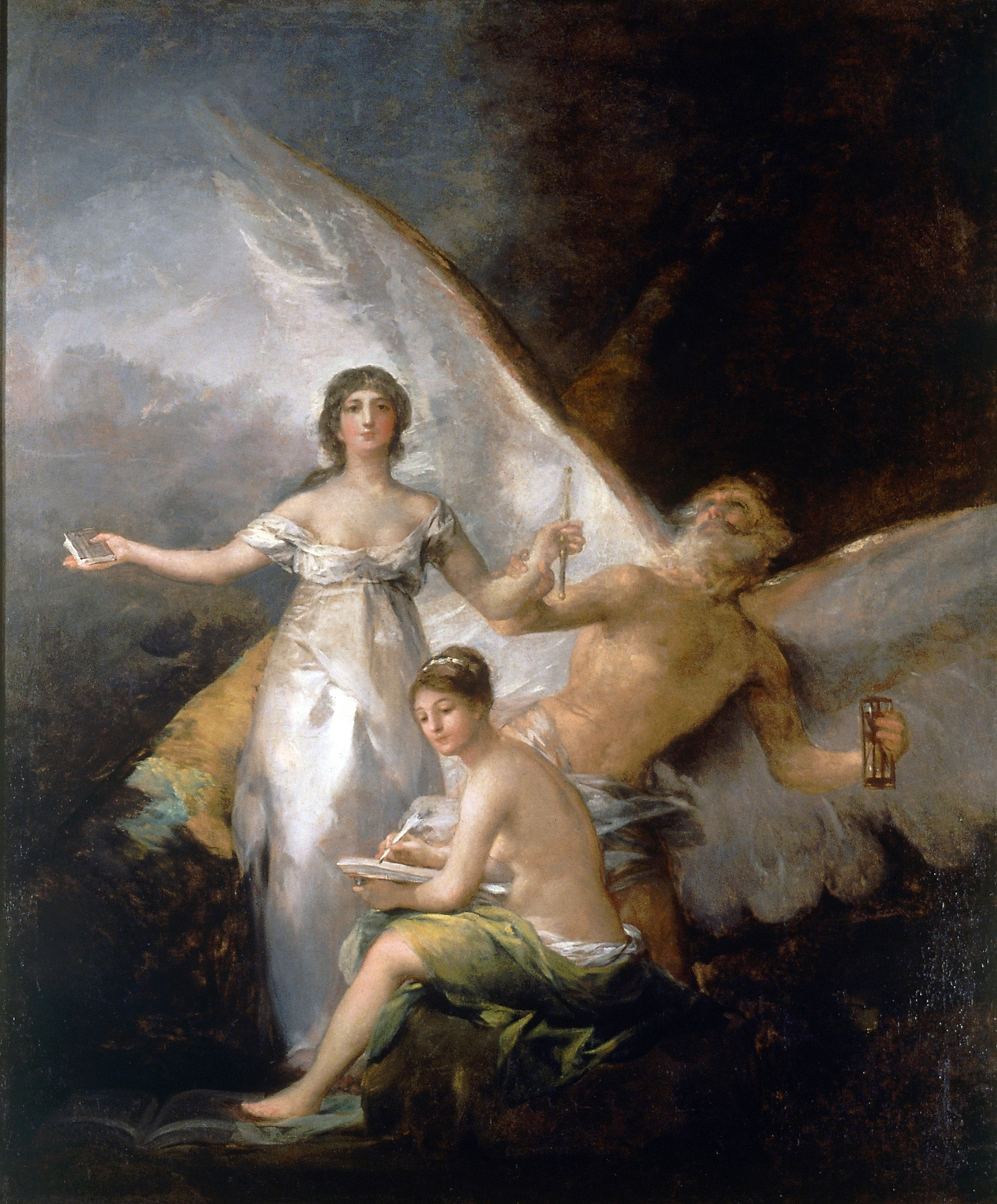
La Verdad, el Tiempo y la Historia, peinture de Francisco de Goya.
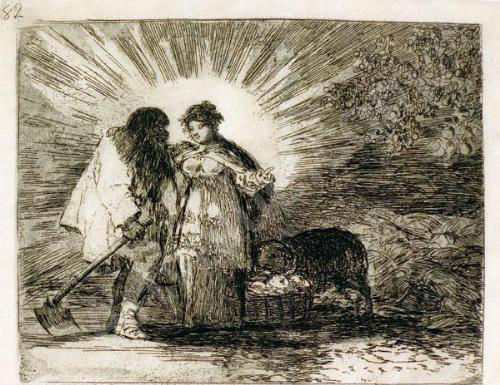
Esto es lo verdadero, estampe des Désastres de la guerre de Francisco de Goya.